# Theodore Legrand Burnett

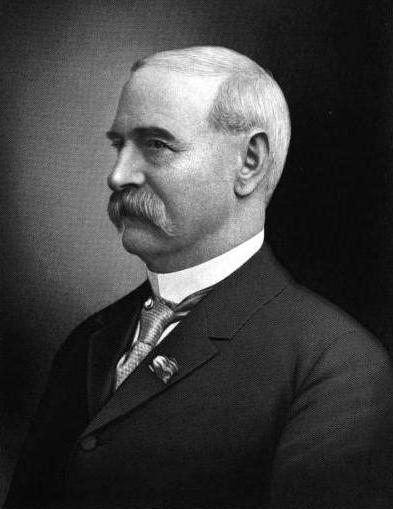
Theodore Legrand Burnett

Theodore Legrand Burnett (* 14. November 1829 in Spencer County, Kentucky; † 30. Dezember 1917 in Louisville, Jefferson County, Kentucky) war ein US-amerikanischer Soldat und konföderierter Politiker. Burnett diente während des Mexikanisch-Amerikanischen Krieges (1846–1848) in der US-Army. Dann vertrat er Kentucky als Delegierter zwischen 1861 und 1862 in dem Provisorischen Konföderiertenkongress sowie dem 1. und 2. Konföderiertenkongress.
Er starb 1917 in Louisville und wurde dort auf dem Cave Hill Cemetery beigesetzt.